# Багдасарян, Ваграм Борисович
Ваграм Борисович Багдасарян (арм. Վահրամ Բորիսի Բաղդասարյան; род. 1 мая 1967, Степанакерт) — государственный деятель непризнанной Нагорно-Карабахской Республики (НКР), министр сельского хозяйства НКР (2004—2007), министр финансов (2020—2021, 2021—2022), председатель Счётной палаты НКР (2021), министр финансов и экономики (2022—2023).

## Биография
Родился 1 мая 1967 года в Степанакерте, Нагорно-Карабахская АО, Азербайджанская ССР, СССР.
В 1988 году окончил факультет «Планирование народного хозяйства» в Ереванском институте народного хозяйства по специальности «экономика».
С 1988 года работал экономистом в плановой комиссии Областного исполнительного комитета НКАО.
В 1989—1991 годах работал главным экономистом в Главном планово-экономическом управлении НКАО.
В 1992—1995 годах являлся экспертом постоянной комиссии по экономическим, финансово-кредитным и бюджетным вопросам при Верховном совете НКР.
В 1994 году заочно окончил аспирантуру Ереванского института народного хозяйства по специальности «экономика».
В 1995—1997 годах работал главным специалистом в отдела реформ при правительстве НКР.
В 1997—2004 годах работал заместителем министра сельского хозяйства НКР. В 2004—2007 годах являлся министром сельского хозяйства НКР.
В 2007—2008 годах работал исполнительным директором ЗАО «Международный бизнес-центр».
В 2008—2010 годах работал главой Аскеранской районной администрации.
В 2010—2013 годах работал исполнительным директор фонда Содействия селу и сельскому хозяйству.
С декабря 2013 года работал в «Арцахбанке», в том числе в 2015—2020 годах являлся его исполнительным директором и заместителем председателя правления.
В 2020—2021 годах являлся министром финансов НКР.
В феврале-июне 2021 года работал председателем Счётной палаты НКР.
С 1 июня 2021 года вновь являлся министром финансов НКР, а с 10 февраля 2022 года по 4 сентября 2023 года — министром финансов и экономики НКР.
Состоит в браке, имеет троих детей. Беспартийный.